# Bernard van Fézensaguet
Bernard van Fézensaguet (circa 1155 - 1202) was van 1184 tot aan zijn dood burggraaf van Fézensaguet. Hij behoorde tot het huis Lomagne.

## Levensloop
Bernard was de zoon van Odo van Lomagne, heer van Firmacon, en Mascarosa, dochter van graaf Gerold III van Armagnac.
Hij was een bondgenoot van de Katharen. In 1171 werd de kathedraal van Auch door Bernards troepen geplunderd en grotendeels verwoest. Hierdoor was hij vanaf dan verbannen uit de stad.
Bernard was de erfgenaam van zijn oom Bernard IV van Armagnac, die lange tijd geen nakomelingen had, totdat hij een zoon Gerold IV kreeg, die later zijn vader opvolgde. In 1184 kreeg Bernard van zijn oom het grootste deel van Fézensaguet toegewezen.
Bernard van Fézensaguet overleed in 1202. Zijn zoon Gerold I volgde hem op. Na de kinderloze dood van Gerold IV werd die in 1219 onder de naam Gerold V eveneens graaf van Armagnac en Fézensac. 

## Huwelijk en nakomelingen
In 1172 huwde Bernard met Geralda, dochter van graaf Rogier Bernard I van Foix. Ze kregen volgende kinderen:
- Bernard (overleden in 1200)
- Gerold V (1175-1219), burggraaf van Fézensaguet en graaf van Armagnac en Fézensac
- Arnold Bernard (overleden in 1226)
- Odo (overleden in 1229)
- Rogier (1190-1245), burggraaf van Fézensaguet